# Heterometrus telanganaensis
Heterometrus telanganaensis ist ein im indischen Bundesstaat Telangana heimischer Skorpion der Familie Scorpionidae.

## Merkmale
Heterometrus telanganaensis ist mit einer Länge von etwa 6,5 cm ein kleiner Vertreter der Gattung Heterometrus. Der vordere Teil des Carapax, das Metasoma und die Pedipalpen sind rötlich braun gefärbt. Das Mesosoma ist fast schwarz, beide Finger der Chelae und die Kiele des Metasomas sind tiefschwarz. Die Beine sind gelblich braun.
Der Carapax weist am vorderen Ende eine ausgeprägte U-förmige Vertiefung auf und ist in diesem Bereich fast glatt. An den Rändern und am hinteren Teil ist er mit Granulen bedeckt. Das pentagonale Sternum ist länger als breit. Die Kammorgane sind lilabraun mit 10–13 Zähnen. Das Metasoma ist kürzer als das Mesosoma und mehr als doppelt so lang wie der Carapax.
Die Chelae sind an der Oberseite mit unregelmäßig geformten angedeuteten Granulen bedeckt und tragen im Vergleich zu anderen Arten der Gattung weniger Trichobothrien. Die beweglichen Finger der Chelae sind kürzer als die Länge des Carapax und tragen vier Zähne, von denen der erste (basale) und dritte deutlich kleiner sind als der zweite und vierte. Die unbeweglichen Finger haben zwei Zähne. Der distale Zahn ist stark ausgeprägt, während der basale zwei Spitzen hat und den Eindruck vermittelt, er sei aus zwei zusammengewachsenen Zähnen entstanden.

## Verbreitung und Lebensraum
Die Terra typica und der bislang einzige Fundort von Heterometrus telanganaensis ist das Dorf Regonda im Distrikt Warangal des indischen Bundesstaats Telangana (18° 14′ N, 79° 49′ O). Regonda liegt auf durchschnittlich etwa 300 m Höhe über dem Meeresspiegel. Die Gegend ist von einem warmen und trockenen Klima geprägt, mit Tageshöchsttemperaturen von über 40 °C im Sommer und 22–23 °C im Winter. Der Monsun dauert von Juni bis September und liefert in dieser Zeit mehr als 500 mm Niederschlag.

## Lebensweise
Heterometrus telanganaensis gehört zu jenen Arten der Gattung Heterometrus, die sich für den Aufenthalt während des Tages Wohnhöhlen graben. Der Fundort war ein von landwirtschaftlichen Flächen umgebener Hügel. In einem schattigen Bereich wurden zwei Arten von Bauten entdeckt. Die häufigsten hatten lediglich einen Eingang von 20 bis 25 mm Durchmesser, an den sich eine bis in etwa 150 mm Tiefe reichende Röhre anschloss. Diese knickte ab, verlief parallel zur Oberfläche, und mündete am Ende in eine Kammer. Die zweite Art von Bauten hatte mehrere Eingänge und diente offenbar als Bruthöhle. Die von den Eingängen kommenden Gänge trafen jeweils auf den Hauptgang, und dieser führte zu einer geräumigeren Kammer.

## Systematik
Die Erstbeschreibung erfolgte 2010 durch S. M. Maqsood Javed, zwei seiner Kollegen der indischen Sektion des World Wide Fund For Nature, und den Arachnologen Wilson R. Lourenço vom Muséum national d’histoire naturelle in Paris. Sie wurde in einer spanischen entomologischen Fachzeitschrift veröffentlicht. Grundlage für die Beschreibung waren drei im September und Oktober 2010 gefundene Exemplare, die zunächst nicht identifiziert werden konnten. Die Typusexemplare befinden sich in der Sammlung des Zoological Survey of India in Hyderabad.
Das Artepitheton telanganaensis bezieht sich auf den heutigen indischen Bundesstaat Telangana, der zum Zeitpunkt der Erstbeschreibung noch eine Region des Bundesstaates Andhra Pradesh war.